# Maximilien Strauch

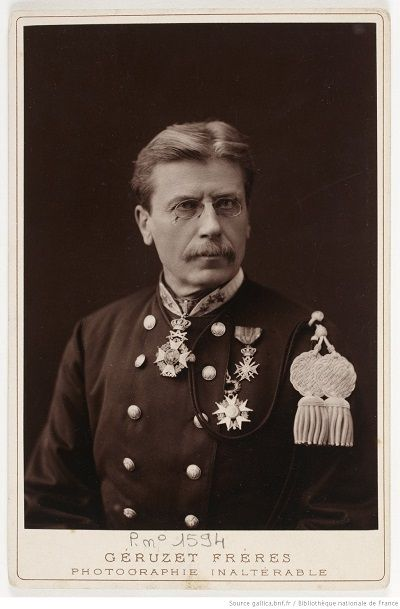
Maximilien Strauch

Maximilien Charles Ferdinand Strauch (Lomprez, 4 oktober 1829 – Beez, 7 juni 1911) was een Belgisch militair die mee aan de wieg stond van de kolonisatie van Congo. Hij was een vertrouwenspersoon van koning Leopold II van België, die hem onder meer aanstelde tot secretaris-generaal van de Association internationale africaine (1878), secretaris van het Comité d'études du Haut-Congo (1878) en voorzitter van de Association internationale du Congo (23 februari tot 1 juli 1885).

## Publicaties
- "Au sujet du voyage des éléphants", in: Bulletin de la Société Royale de Géographie, 1879-1880, p. 216
- "Au sujet du choix de Karéma", in: Bulletin de la Société Royale de Géographie, 1879-1880, p. 39